# Kathy Kirby

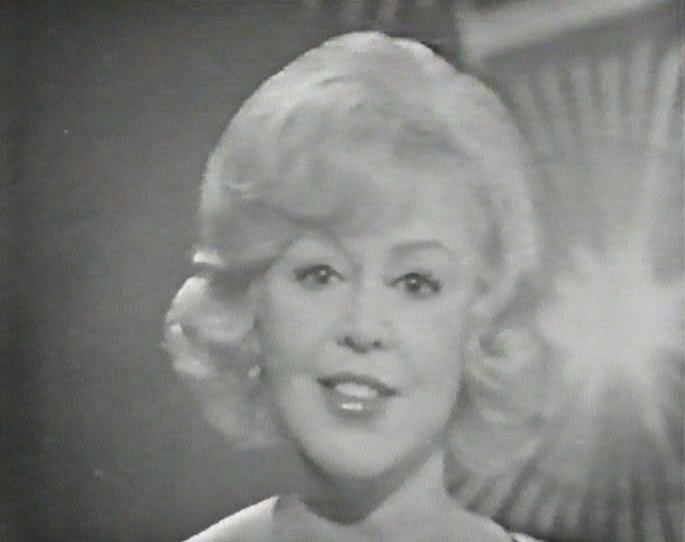
Kirby no Festival Eurovisão da Canção 1965

Kathy Kirby (nome verdadeiro: Kathleen O'Rourke, (20 de outubro de 1938 - 19 de maio de 2011),, Ilford, Essex) foi uma cantora britânica que atingiu a sua popularidade durante os anos 1960.

## Carreira
Kirby tornou-se numa das estrelas britânicas em meados dos anos 1960, surgindo no "Royal Variety Performance"  e em três séries da BBC. Kirby representou o Reino Unido no Festival Eurovisão da Canção 1965, onde  terminou em segundo lugar com a canção "I Belong". O historiador John Kennedy O'Connor descreve aquela canção como sendo represetnante dos gostos atuais gostos musicais que outras canções desse festival,  mas ela foi derrotada pela cantora francesa France Gall que representou o  Luxemburgo. Kirby cantou o tema principal da série da BBC Adam Adamant Lives!.
A sua popularidade começou a diminuir depois dos meados dos anos 60, Gravou 12 e um álbum entre 1967 e 1973, mas foram um fracasso de vendas. Continuou a surgir em vários programas como em 1974 no programa The Wheeltappers and Shunters Social Club, um show de variedades. Em 31 de dezembro de 1976, cantou o êxito Secret Love.
Durante a década de 1970, Kirby viu-se a braços com a bancarrota e com alguns problemas mentais, mas fez várias aparências na televisão e participou nalguns concertos. Em dezembro de 1983, retirou-se do mundo do show business.
Kirby passou seus últimos anos em South Kensington, área de Londres. Vivia numa situação triste, com problemas físicos e mentais.. Nunca mais cantou em público, mas em 2005 gravou de forma amadora uma versão da canção "She de Charles Aznavour", que pode ser descarregada online .

## Sucessos
| UK Singles Chart |                     |    |
| 1963             | "Dance On"          | 11 |
| 1963             | "Secret Love"       | 4  |
| 1964             | "Let Me Go, Lover!" | 10 |
| 1964             | "You're The One"    | 17 |
| 1965             | "I Belong"          | 36 |

## Curiosidades
A sobrinha de Kirby Sarah Jane Thatcher é casada com o filho de Margaret Thatcher's Mark.